# Webster (rappeur)
Pour les articles homonymes, voir Webster.
Webster, de son vrai nom Aly Ndiaye, né le 15 décembre 1979 à Québec, est un rappeur canadien.

## Biographie
Aly est originaire de l’arrondissement La Cité-Limoilou, dans la ville de Québec,. Il est le fils d'un père sénégalais et d'une mère québécoise,. Ce dernier a enseigné les sciences politiques au Cégep Garneau.
Il a aussi une sœur cadette, Marieme Ndiaye,, à la fois chanteuse, animatrice de télévision et journaliste culturelle,. Cette dernière a fait ses premières armes dans la chanson aux côtés de son frère Aly.
L'enfance de Webster a été bercée par la musique de Jacques Brel, Bob Marley, Barbara, Léo Ferré, par le reggae et l'afrobeat, ses parents étant mélomanes, mais pas musiciens.
Les versions des faits se contredisent légèrement quant à l'origine du surnom de Webster. Selon l'une d'elles, le surnom lui aurait été attribué par ses amis parce qu'à l'adolescence, il traînait avec lui le dictionnaire de langue anglaise de Webster pour y trouver des rimes (car ses premières chansons étaient en anglais). Selon une autre version, Aly, fervent lecteur, était considéré comme érudit par ses amis, qui lui auraient attribué ce surnom en référence au dictionnaire. Dans tous les cas, à la source du pseudonyme se trouverait cet ouvrage.
Aly a fait ses études à l'école primaire Saint-Fidèle, au Cégep de Sainte-Foy - dans le programme d'histoire et civilisation, de 1997 à 1999, puis à l'Université Laval, d'où il tient un baccalauréat en histoire,. Les notes qu'il a reçues dans son parcours universitaire ne lui ont pas permis de poursuivre et de faire une maîtrise.
Il travaille comme guide pour un parc historique du gouvernement fédéral,.

## Carrière de rappeur
Webster commence sa carrière dans les années 1990 aux côtés de Slik Cat et DJ Def au sein de la formation Northern X dans le secteur 21 du quartier Limoilou. Après cinq ans de travail et de prestations live dans la vieille capitale, le groupe produit un premier projet intitulé Winter Walk en 2000.
En 2002, chacun travaille de son côté, mais on collabore souvent ensemble. C'est alors qu'on décide de fonder Limoilou Starz. L'album Limoilou Style sort en 2002 et est produit la même année dans le cadre d'une nouvelle association qui comprend les artistes Inter, De Vasco, Shoddy et Webster.
En 2003, Webster collabore avec Shoddy Abolik afin de sortir le premier double album du rap québécois, compilation des différentes chansons solo de Winter Walk et de Limoilou Style.
En 2007, Webster publie son premier album solo intitulé Sagesse immobile.
Depuis 2009, il anime des ateliers d'écriture auprès d'adolescents. Ces ateliers ont pour but de les former à l'écriture de chansons hip hop et le livre À l'ombre des feuilles : Manuel d'écriture hip-hop (2019) est le fruit de cette expérience.
En 2010, il publie son deuxième album studio, Le vieux de la montagne,.
En 2019, il sollicite la collaboration d'un trio de jazz, 5 For Trio. C'est de cette collaboration qu'est issu l'album Webster & Five For Trio.

## Production littéraire
- Le grain de sable : Olivier Le Jeune, premier esclave au Canada (2019)
- À l'ombre des feuilles : Manuel d'écriture hip-hop (2019)

## Résistance- balado
Webster et son père, Cheikh Ndiaye (ancien professeur de sciences politiques), ont animé un balado nommé Résistance sur l'histoire de l'esclavage. Il est produit par Radio-Canada. 
Réalisé par Marie-France Abastado, le balado retrace le parcours de Shadrach Minkins, un homme né asservi à Norfolk, en Virginie, qui s'est enfui pour trouver la liberté. Il l'a trouvé à Montréal, où il a fini ses jours.
En 2023, le balado a gagné le prix Numix dans la catégorie balado - Histoire, culture et sciences. 